# 珊蒂別傳
《珊蒂別傳》（英語：Om Shanti Om）是2007年的印度印地語瑪撒拉電影，由花拉·罕導演。
此片當年在印度獲得空前成功，一舉打破寶萊塢歷來的票房紀錄。其原因除了片子本身音樂水平高，可能還有這部電影本來是打算作為賀歲片推出的，全部當今走紅的寶萊塢明星都出現在電影的一首舞曲《Deewangi Deewangi》中，觀眾能欣賞到幾乎全部影星的表演，视听效果很高。

## 演員
- 沙·魯克·罕（沙·魯克·罕）...... 飾演奧姆·普拉卡什以及電影明星奧姆·卡浦爾（Om Kapoor） （aka OK）
- 荻皮卡·帕都恭（荻皮卡·帕都恭）......飾演前世和今世的珊蒂（Shanti Priya）
- 什內雅斯·塔爾帕德（Shreyas Talpade）......飾演巴布大師（Pappu Master）
- 基戎·刻爾（Kirron Kher）......飾演兩個奧姆的媽媽貝拉（Bela Makhija）
- 阿葰·蘭帕爾（阿葰·蘭帕爾）......飾演穆克什·梅赫拉（Mukesh Mehra）
- 賈韋德·謝赫（賈韋德·謝赫）......飾演影星奧姆的父親拉傑什·庫馬（Rajesh Kapoor）
- 育瑋卡·曹德哈黎（Yuvika Choudhary）......飾演珊蒂的扮演者多麗（Dolly）
- 賓杜（Bindu）......飾演影星多麗的媽媽卡梅妮及（Kaminiji）
- 沙瓦爾·阿里（Shahwar Ali）......飾演沙瓦爾（Shawar）

## 故事梗概
故事開始於七十年代中期，傳說中的著名演員香緹•妣雅（Shanti Priya）和偷偷愛慕她的替身演員奧姆·普拉卡什（Om Prakesh）結成了朋友，但是普很快就發現珊蒂已經同製片人梅赫布秘密結婚。
在普心灰意冷每天傷心的行屍走肉時，有一天，他發現梅赫布帶香緹到豪華的場地，並且說是要和她結婚而留的，過幾天就要拆掉了，普在一旁聽了一個段落後，認為香緹已找到她的幸福，於是離開，殊不知，梅赫布突然對香緹發瘋，並告訴香緹他帶她來這裡的真正目的，梅赫布推倒香緹，然後拿出打火機點燃企圖燒毀一切（包括香緹），但當梅赫布狠心丟下求救的香緹離開後，因為還在附近徘徊而看見一切的普，試圖努力的想救出香緹，但因為梅赫布派來看管香緹的打手而身負重傷，但普還是打破了門，不過一切都太晚，普被爆炸的威力炸出房外（香緹還在裡面），並且被突如其來的車子撞到，送醫不治。
過了30年，普轉生到一位有錢人家裡，並且成為了一位巨星，但他會夢到一些他不明白的夢，而且有恐火症，普在一連串命運的牽引之下想起了前生所有的記憶，憤恨梅赫布的他發誓要替香緹報仇，精心策畫一連串的計謀，要嚇的梅赫布認罪，還找了跟前世的香緹一模一樣的珊蒂來充當香緹，讓梅赫布相信香緹回來了，正當一切都按照計劃進行時（也發生許多詭異的事），梅赫布發現了這一場騙局，並且一一在普面前揭穿，這時，出現了香緹，大家以為那個香緹是珊蒂，原先勸她離開，但是那個香緹說出了當年其實爆炸完後，梅赫布回到現場，把還有呼吸的香緹活埋，而屍體就在水晶燈下，梅赫布聽完，大為驚嚇，又經過一番跟普的扭打，梅赫布被普所射的子彈打到腳，最後慘死在搖搖欲墜的水晶燈下。
之後普發現原來珊蒂就在自己背後，才明白面前這個是真正的香緹，最後看著香緹笑著含淚消失。

## 影片音樂舞蹈
影片音樂作家為：Vishal-Shekhar 和 Javed Akhtar。
影片中，在奧姆得到印度電影觀眾獎之後，全體影星前來祝賀，他們翩翩起舞，這首舞曲的名字為：《Deewangi Deewangi》。曲子的歌詞很簡單，以英語、印地語反複唱道：All hot girls put your hands up and say -- Om Shanti om，All good boys come on make some noise and say -- Om Shanti om 
一共31位大牌影星又招手、又扭腰、又磕腦袋、又甩衣服，使出渾身解數逗觀眾開心。沒有出現的當紅影星中，前影帝阿彼錫·巴克罕可能因為同準太太艾西瓦婭·萊伊為籌備當年4月21日的婚禮，前往倫敦購買禮品而錯過拍攝機會。瑪都麗·荻西特和卡捷琳娜·凱芙分別在美、英居住，未能及時趕回孟買片場。阿米塔布·巴沙欣和阿克夏·庫馬因為在片中同奧姆「角逐」觀眾獎被擊敗而「倖倖地」不來參加舞會。
以下為該明星陣容名單，拉妮·穆科吉（擔當「報幕員」，首位出場）、賽伊夫·阿里·罕、安姆麗塔·阿羅拉、瑪萊卡·阿羅拉、莎班娜·亞茲米、維荻雅·巴蘭、米通·查克拉伯蒂、菊希·曹拉、佩麗冉卡·曹帕拉、波比·德奧利、李鐵什·德什穆克、達曼德拉、拉臘·杜塔、山傑·杜特、戈文达、吉甸德拉、卡約兒·德烏根、卡麗詩瑪·卡浦爾、都沙·卡浦爾、阿巴斯·罕、沙曼·罕、扎伊德·罕、烏爾米拉·馬通卡、摩莉亞、瑞卡、希爾柏·謝迪、遜尼爾·謝緹、西芙瓦珊蒂、塔布、普丽缇·泽塔。
| 舞曲名                          | 歌手                                                               | 時間 | 舞蹈者                                                              |
| ------------------------------- | ------------------------------------------------------------------ | ---- | ------------------------------------------------------------------- |
| Ajab Si                         | K.K , Lyrics: Vishal Dadlani                                       | 4.01 | 沙·茹克·罕、荻皮卡·帕都恭                                           |
| Dard-E-Disco                    | Sukhwinder Singh, Marianne, Nisha & Caralisa                       | 4:30 | 沙·茹克·罕與若干伴舞者。                                            |
| Deewangi Deewangi               | Shaan, Udit Narayan, 舒蕾亞·戈沙爾, Sunidhi Chauhan & Rahul Saxena | 5.54 | 沙·茹克·罕與31位影星。                                              |
| Main Agar Kahoon                | Sonu Nigam & 舒蕾亞·戈沙爾                                         | 5.08 | 沙·茹克·罕、荻皮卡·帕都恭                                           |
| Jag Soona Soona Lage            | 拉赫·法塔·阿里·罕, Richa Sharma Punjabi Lyrics: Kumaar             | 5.29 | 沙·茹克·罕、荻皮卡·帕都恭                                           |
| Dhoom Taana                     | Abhijeet, 舒蕾亞·戈沙爾                                            | 6.13 | 沙·茹克·罕、荻皮卡·帕都恭                                           |
| Daastaan-E-Om Shanti Om         | Shaan                                                              | 7.07 | 沙·茹克·罕、荻皮卡·帕都恭、育瑋卡·曹德哈黎、阿葰·蘭帕爾若干伴舞者。 |
| Dard-E-Disco (Remix)            | Sukhwinder Singh, 玛丽安娜, Nisha & Caralisa                       | 4.36 | Remix by Dj Aqeel                                                   |
| Deewangi Deewangi (Rainbow Mix) | Shaan, Udit Narayan, 舒蕾亞·戈沙爾, Sunidhi Chauhan & Rahul Saxena | 4.48 | Remix by Dj Kiran & Dj G                                            |
| Om Shanti Om (Medley Mix)       | Medley                                                             | 6.06 | Remix by Jackie V and Qudsi Hasan                                   |
| Daastaan [The Dark Side Mix]    | Shaan                                                              | 6.18 | Remix by Zoheb, Dj Nikhil Chinappa, Dj Nawab                        |
| Om Shanti Om (Theme Music)'     | Instrumental                                                       | 0.58 | Instrumental                                                        |

## 票房收入
電影發行四週，實收入：836,300,000印度盧比，為歷來的最高記錄。

## 外部連結
- 影片的公式網址 （页面存档备份，存于）
- 互联网电影数据库（IMDb）上《Om Shanti Om》的资料（英文）
- Box Office Mojo上《Om Shanti Om》的資料（英文）